# 1118

## Събития
- 24 януари – Джовани Каетани е избран и титулуван като папа Геласий II.
- 7 април – папа Геласий II отлъчва от църквата германския император Хайнрих V.
- 18 декември – арагонският крал Алфонсо I тръгва на кръстоносен поход срещу маврите и обсажда Сарагоса.

## Родени
- 28 ноември – Мануил I Комнин, византийски император

## Починали
- 2 април – Балдуин дьо Булон, крал на Йерусалимското кралство
- 15 август – Алексий I Комнин – византийски император